# زفولن
 زفولن (بالسلوفاكية: Zvolen)‏ مدينة في وسط سلوفاكيا وتتبع إقليم بانسكا بيستريتسا.

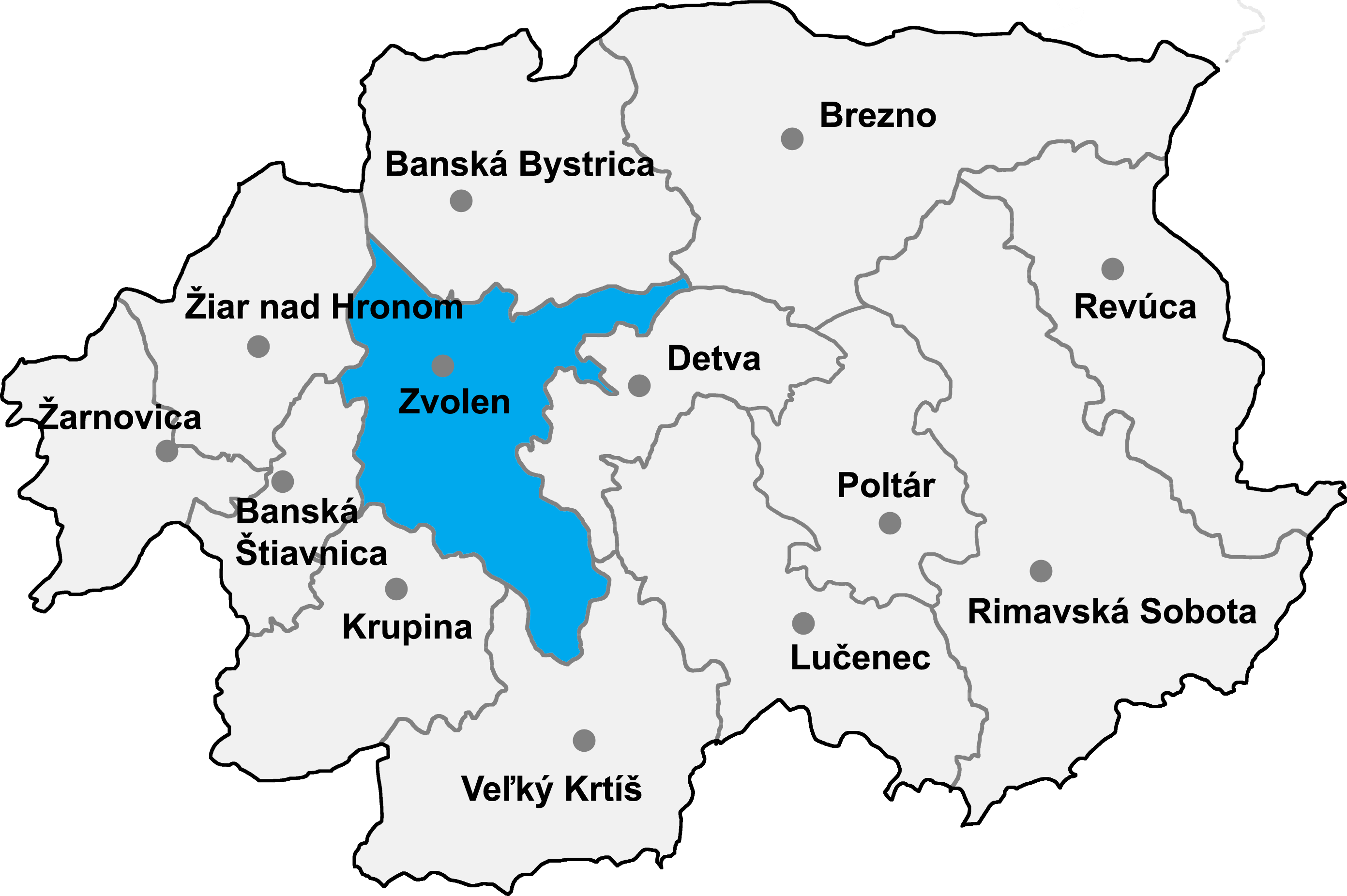
موقع زفولن في إقليم بانسكا بيستريتسا

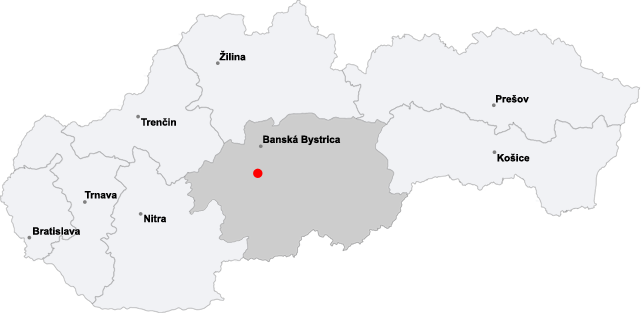
موقع زفولن في سلوفاكيا

## توأمة
لزفولن اتفاقيات توأمة مع كل من:
- إيماترا [7]
- Tótkomlós [الإنجليزية]‏ [7]
- براخاتيتسه [7]
- Rivne  [لغات أخرى]‏ (16 يونيو 1998 -)[8]
- Zwoleń [الإنجليزية]‏ [7]
- ألتيا
- باد كوتستينغ
- بيلاجيو
- بوندوران
- غرانفيل
- هولستيبرو
- هوفاليز
- ميرسن
- Niederanven [الإنجليزية]‏
- بروزة
- Sesimbra [الإنجليزية]‏
- Sherborne [الإنجليزية]‏
- كاركيلا
- Oxelösund [الإنجليزية]‏
- يودنبورغ
- خوينا
- كوسيغ
- سيغولدا
- سوشيتسا
- Türi Parish [الإنجليزية]‏
- بريناي
- مارساسكالا
- سيريت
- Agros, Cyprus [الإنجليزية]‏
- شكوفجا لوكا
- تريافنا
- روفنو

## أعلام
- دميتري زيتنيكوف
- فلاديمير ميتشيار
- لينكا دلهوبولكوفا
- فيليب بولاسك
- فاتسلاف ييزيك